# Prasinocyma tranquilla
Prasinocyma tranquilla là một loài bướm đêm trong họ Geometridae.